# Matthäus Daniel Pöppelmann

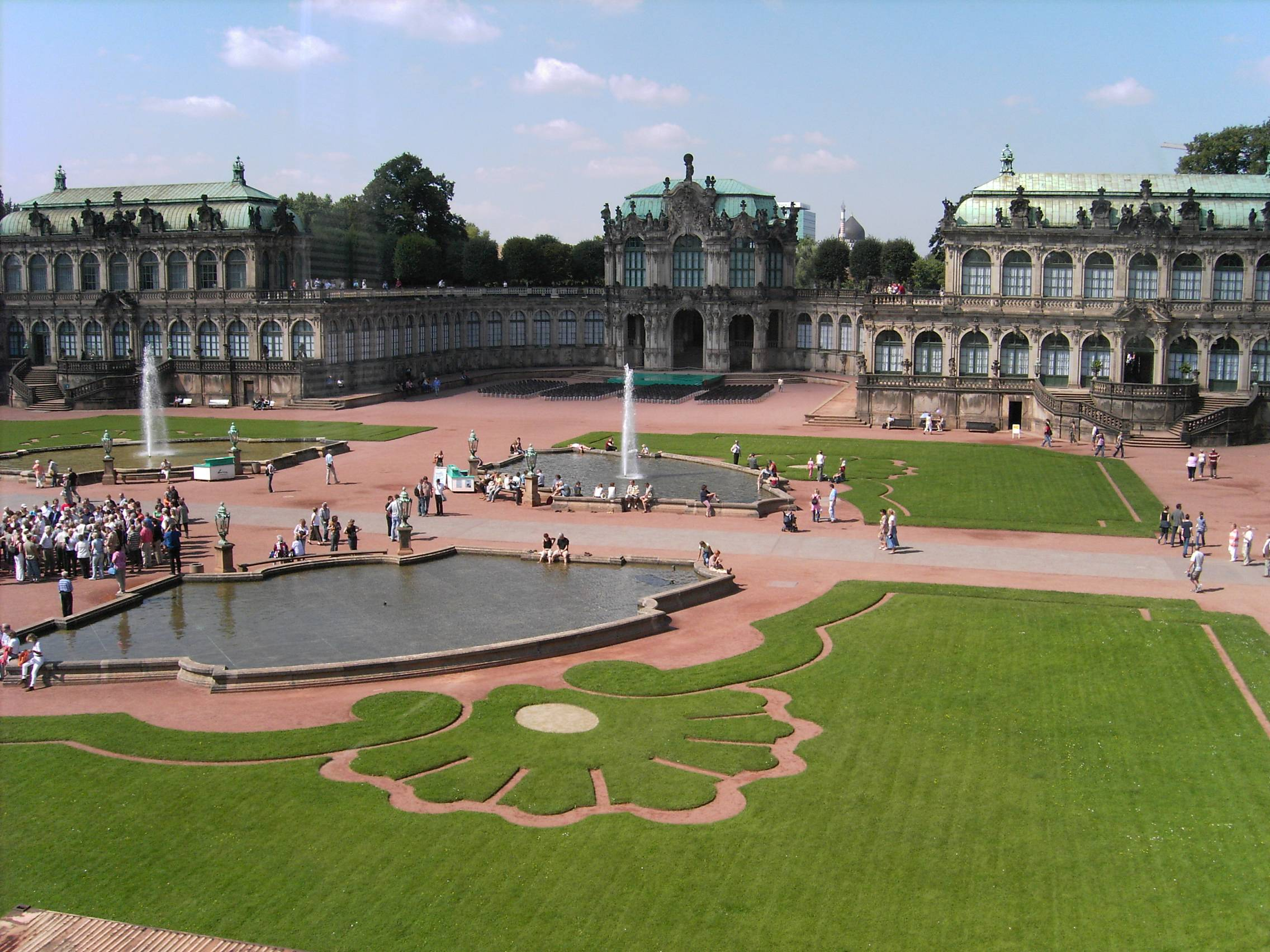
Patio interior del Zwinger, Dresde.

Matthäus Daniel Pöppelmann (Herford, Alemania, 3 de mayo (?) de 1662 - Dresde, Alemania, 17 de enero de 1736) fue un maestro de obras alemán del Barroco y del Rococó. Estuvo al servicio de Augusto el Fuerte en Sajonia y marcó el Barroco en Sajonia produciendo algunos de los edificios más singulares en este estilo en Alemania. Su edificio más famoso es el Zwinger, en Dresde, en el que contó con la colaboración del escultor Balthasar Permoser.

## Biografía
Pöppelmann nació en Herford, Westfalia, el 3 de mayo de 1662, hijo de un comerciante.
En 1680 comenzó a trabajar sin remuneración como diseñador de edificios en la corte de Dresde.
Como arquitecto de la corte del Rey de Polonia y Elector de Sajonia, Augusto II el Fuerte, diseñó el grandioso palacio Zwinger en Dresde.  También estuvo a cargo de las principales obras en los palacios de Dresde y de Pillnitz y diseñó la Iglesia de la Viña (Weinbergkirche) en Pillnitz. Pöppelmann, junto con Johann Christoph Naumann, desarrolló un plan urbano para una parte de la ciudad de Varsovia, Polonia, que solo se realizó parcialmente, incluido el Eje Sajón y otros proyectos urbanos importantes.
Murió en Dresde el 17 de enero de 1736. Está enterrado en la Iglesia de San Mateo en Dresde.
Fue el abuelo de la famosa actriz Friederike Sophie Seyler.

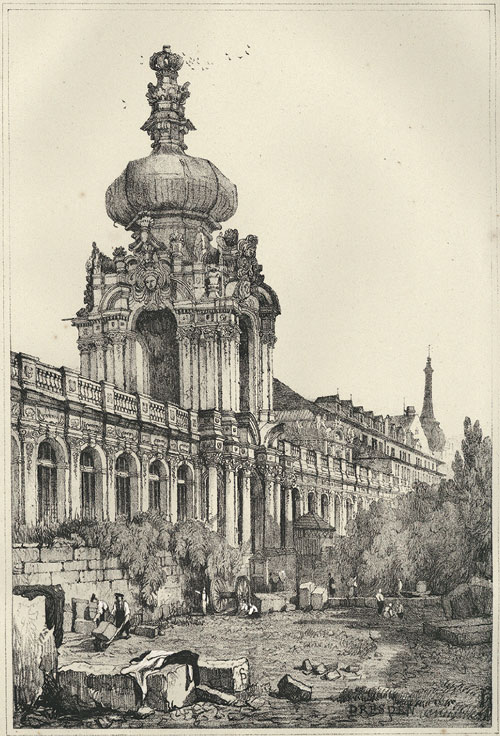
Zwinger en Dresde, obra principal de Pöppelmann

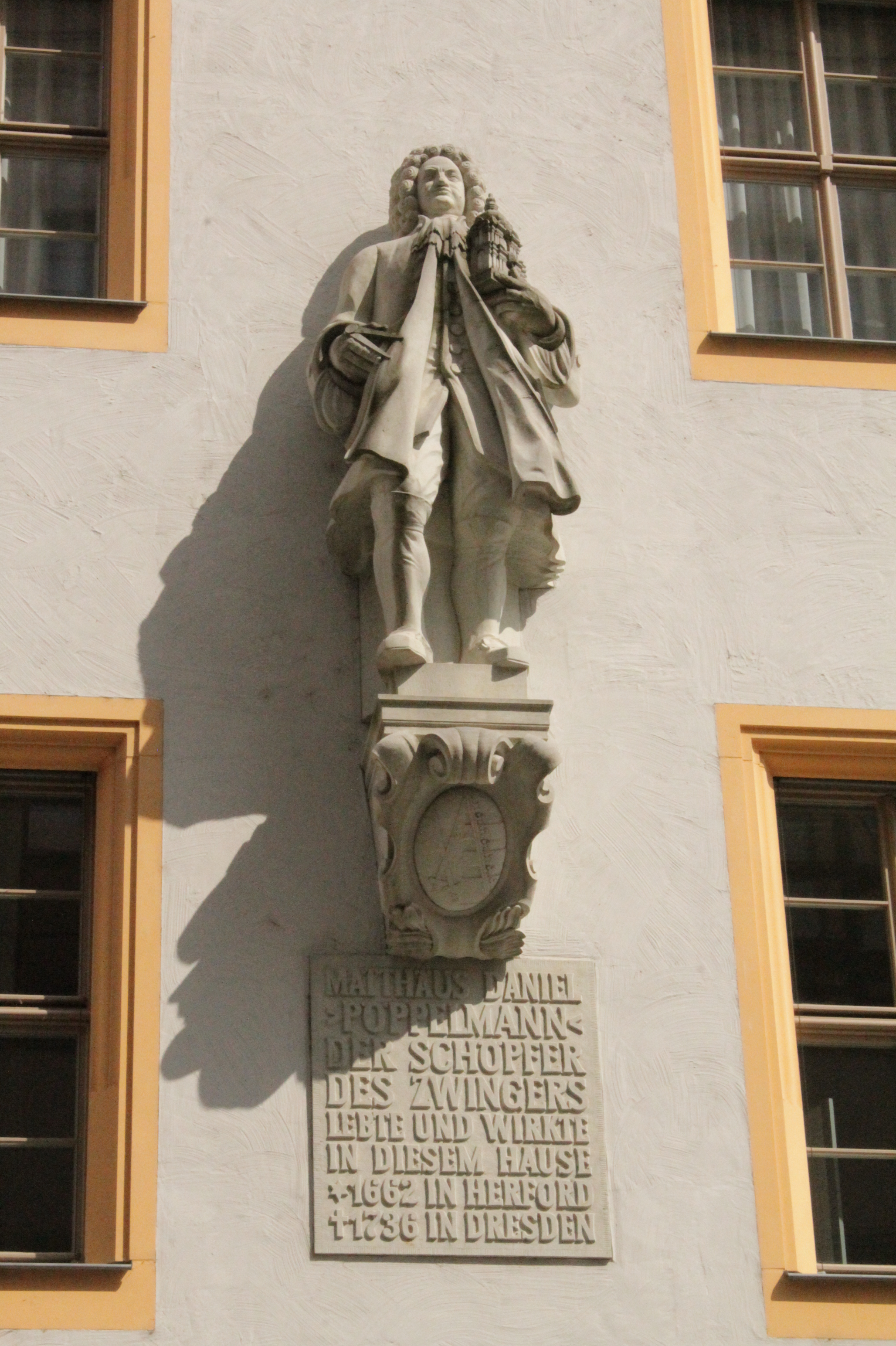
Monumento a Matthaus Poppelmann, Castillo de Dresde

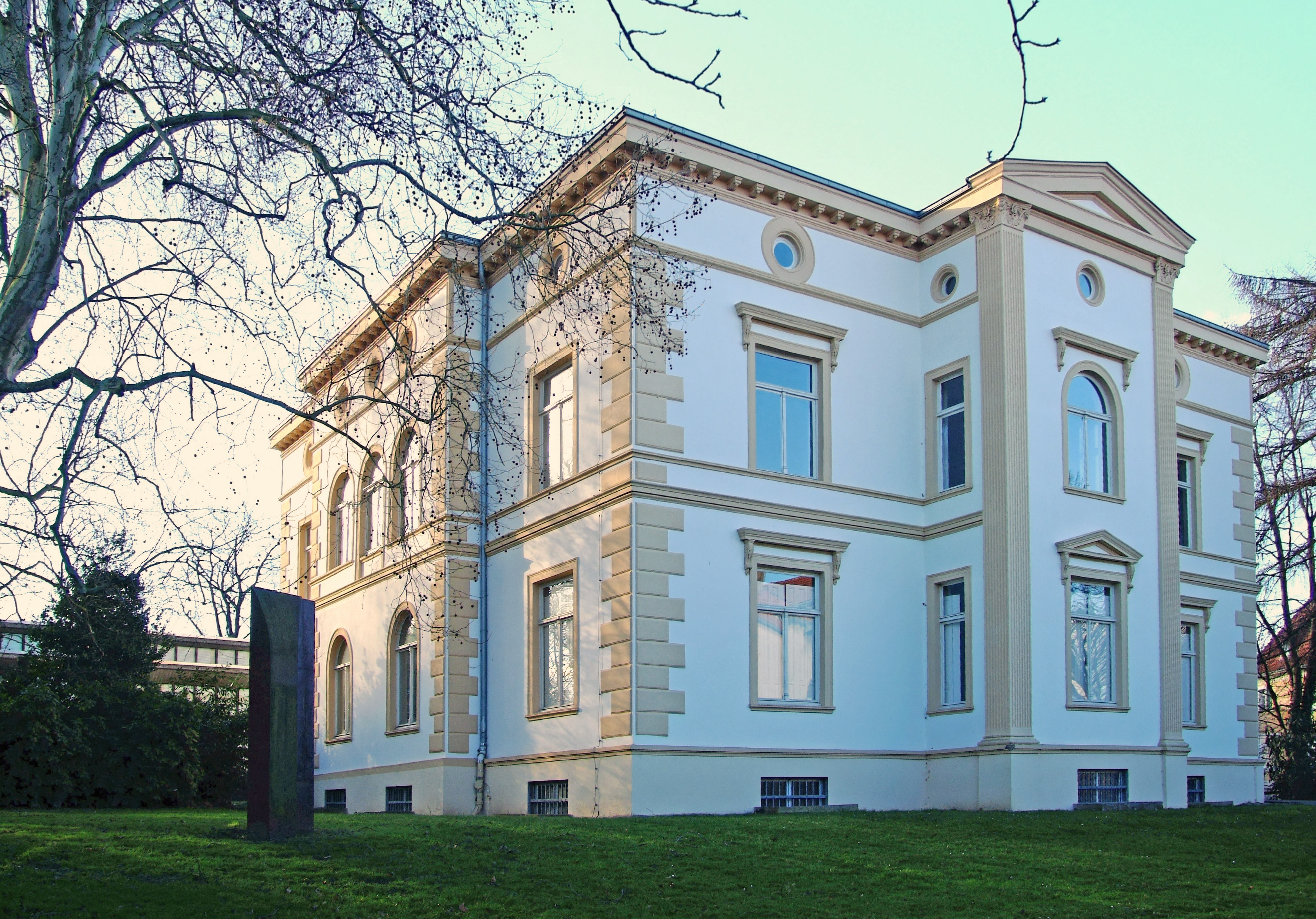
Villa Schönfeld en Herford, Alemania. Lugar de nacimiento de Daniel Pöppelmann

## Obra
Aparte del Zwinger, que se podría describir como un conjunto de pabellones unidos por galerías y arcadas en torno a un gran patio con fuentes y jardines, en el que arquitectura y escultura se complementan creando un espacio plenamente barroco, Pöppelmann construyó o colaboró en la construcción de gran número de edificios tanto en Dresde como en sus alrededores. Entre sus obras se pueden destacar:
- Palacio Japonés en Dresde (1715 - )
- Palacio Pillnitz (1720-1723), en las afueras de Dresde.
- Palacio de Joachimstein (1722-1728)
- Palacio de Großsedlitz (a partir de 1720)